# Білокриничний провулок
Білокрини́чний прову́лок — зниклий провулок, що існував у Ленінградському районі (нині — Святошинський) міста Києва, село Микільська Борщагівка. Пролягав від Білокриничної вулиці.

## Історія
Провулок виник в 1-й половині XX століття під назвою Польовий. Назву Білокриничний провулок отримав 1974 року. Ліквідований 1981 року під час знесення старої забудови села Микільська Борщагівка та будівництва житлового масиву Південна Борщагівка.